# Хейнс, Андрис
Йохан Аренд Андрис Хейнс (нидерл. Johan Arend Andries Heins; 29 апреля 1908, Амстердам — 20 января 1988, там же) — нидерландский футболист, игравший на позициях нападающего и полузащитника, выступал за команды «Аякс» и ВСВ.

## Спортивная карьера
С ноября 1926 года Андрис выступал за третий состав «Аякса», а через четыре года дебютировал за первую команду. Первую игру за основной состав провёл 18 мая 1930 года в Кубке Нидерландов против клуба «Палемиг», сыграв на позиции правого крайнего нападающего. В гостях амстердамцы одержали победу со счётом 1:3.
В июле 1931 года отправился с «Аяксом» в Швейцарию, где команда провела два товарищеских матча — против «Янг Бойза» и «Расинга». Первую встречу Хейнс начал на скамейке запасных, но в начале второго тайма заменил Пита ван Ренена и занял место на правом фланге атаки. В матче с «Расингом» он вышел с первых минут, а после перерыва был заменён на Вима де Бойса. В августе принял участие в товарищеской встрече с австрийским «Виенна Крикет», а в марте 1932 года сыграл в кубковом матче с «Тюбантией». В начале сезона 1932/33 был заявлен за второй состав «Аякса», а в следующем сезоне за третью команду. После «Аякса» играл за клуб «Рандвейк», который выступал в чемпионате Амстердамского футбольного союза.
В апреле 1935 года сыграл в товарищеском матче за клуб ВСВ из Эймёйдена. В июле того же года запросил перевод из «Рандвейка» в клуб ТИВ, но вскоре изменил своё решение и запросил перевод в ВСВ. В начале сезона 1935/36 принимал участие только в товарищеских играх ВСВ, а в конце октября получил разрешение на переход в ВСВ. В чемпионате Нидерландов дебютировал 10 ноября в матче с роттердамской «Спартой», выйдя на замену во втором тайме вместо Хиллекампа — гостевая встреча завершилась поражением ВСВ со счётом 5:1. В следующем туре вышел в стартовом составе на матч с АДО. В январе 1936 года подал заявку на переход в «Аякс», но через три месяца отозвал её. В дебютном сезоне сыграл в трёх матчах чемпионата, а его команда заняла четвёртое место в первой западной группе чемпионата.
С сезона 1936/37 являлся игроком стартового состава ВСВ, выступая на привычной для себя позиции правого крайнего нападающего. Свои первые голы в чемпионате забил 18 октября 1936 года, оформив дубль в матче с ВЮК. Всего за сезон забил 4 гола в 17 матчах чемпионата, а также принял участие в двух кубковых матчах. Как и в предыдущем сезоне, его клуб финишировал на четвёртом месте в группе, а в розыгрыше кубка дошёл до второго раунда. В конце апреля 1937 года был вызван в сборную Харлема на матч со сборной Брюсселя. Встреча состоялась 1 мая в Харлеме и завершилась победой хозяев со счётом 4:2 — Хейнс отметился голом в первом тайме.
В начале сезона 1937/38 был переведён на позицию правого полузащитника. В седьмом туре чемпионата забил гол в ворота «Аякса», но это не помогло ВСВ избежать поражения с крупным счётом 7:1. В чемпионате Хейнс сыграл 17 матчей и забил один гол, а также отличился автоголом в игре с ВЮК. По итогам чемпионата ВСВ занял шестое место в группе. В кубке страны команда дошла до финала, который состоялся 12 июня в Утрехте, и одержала волевую победу со счетом 4:1 над клубом АГОВВ.
За пять сезонов сыграл 64 матча и забил 10 голов в чемпионате за ВСВ, а после игровой карьеры занялся тренерской работой. В 1946 году проводил тренировку в ВСВ, поскольку имел диплом клубного лидера. В июне 1955 года стал тренером в клубе «Бевервейк», а год спустя возглавил команду ЗВВ из Зандама.

## Личная жизнь
Андрис родился в апреле 1908 года в Амстердаме. Отец — Андрис Йоханнес Николас Хейнс, был родом из Амстердама, мать — Гертрёйда Хёйсман, родилась в Ведде. Родители поженились в августе 1909 года в Амстердаме — на момент женитьбы отец работал извозчиком. От предыдущего брака у его матери было шестеро детей: пятеро сыновей и одна дочь.
Женился в возрасте двадцати шести лет — его супругой стала 27-летняя Лина Вулк, уроженка немецкого Герцогсвальде. Их брак был зарегистрирован 20 февраля 1935 года в Амстердаме. Супруга умерла в марте 1983 года в возрасте 77 лет.
Умер 20 января 1988 года в Амстердаме в возрасте 79 лет.

## Статистика по сезонам
| Клуб             | Сезон            | Чемпионат Нидерландов | Чемпионат Нидерландов | Кубок Нидерландов | Кубок Нидерландов | Итого | Итого |
| Клуб             | Сезон            | Игры                  | Голы                  | Игры              | Голы              | Игры  | Голы  |
| ---------------- | ---------------- | --------------------- | --------------------- | ----------------- | ----------------- | ----- | ----- |
| Аякс             | 1930/31          | 0                     | 0                     | 1                 | 0                 | 1     | 0     |
| Аякс             | 1931/32          | 0                     | 0                     | 1                 | 0                 | 1     | 0     |
| Аякс             | Итого            | 0                     | 0                     | 2                 | 0                 | 2     | 0     |
| ВСВ              | 1935/36          | 3                     | 0                     | 0                 | 0                 | 3     | 0     |
| ВСВ              | 1936/37          | 17                    | 4                     | 2                 | 0                 | 19    | 4     |
| ВСВ              | 1937/38          | 17                    | 1                     | 8                 | 0                 | 25    | 1     |
| ВСВ              | 1938/39          | 14                    | 1                     | ?                 | ?                 | 14    | 1     |
| ВСВ              | 1939/40          | 13                    | 4                     |                   |                   | 13    | 4     |
| ВСВ              | Итого            | 64                    | 10                    | 10                | 0                 | 74    | 10    |
| Всего за карьеру | Всего за карьеру | 64                    | 10                    | 12                | 0                 | 76    | 10    |

## Достижения
- Обладатель Кубка Нидерландов: 1937/38